# محمدباقر اصطهباناتی
محمدباقر بن عبدالمحسن بن سراج‌الدین اصطهباناتی شیرازی، فقیه، ریاضی‌دان و ملقب به شهید رابع در سال ۱۲۱۶ در استهبان به دنیا آمد.

## خاندان اصطهباناتی
پدر وی «ملاعبدالمحسن» فرزند «ملاباقر» فرزند «ملا سراج الدین» بود و پدر و جد پدری اش در جرگه افرادی بودند که در زمان حمله افغانها به اصطهبان، کشته شدند.

## تحصیل
وی در ۱۲ سالگی با راهنمایی دایی‌اش به شیراز رفت و هشت سال در مدرسه منصوریه درس خواند. در سال ۱۲۴۶ به تهران رفت و شاگرد استادانی مانند آقا علی حکیم (مدرس)، محمدرضا حکیم قمشه‌ای، میرزا ابوالحسن جلوه، ملاعلی کنی، سید مهدی قزوینی نجفی و مولی محمدتقی هروی بود. در سال ۱۲۵۸ دوباره به شیراز رفت. به علت درگیری با قوام الملک (حاکم وقت فارس) به سامرا تبعید شد و در درس میرزای حسن شیرازی شرکت کرد و از او اجازه اجتهاد گرفت. پس از فوت میرزای شیرازی به نجف رفت و حوزه فلسفی آنجا را پایه‌گذاری کرد.
او علوم مختلف از جمله فقه و احکام را با زبان شعر بیان می‌کرد و رساله احکام دین او مشتمل بر هزار بیت شعر بود.
در ریاضی و شاخه‌های آن دستی داشت و مقالات مختلفی در این زمینه از او مانده‌است.

در پزشکی بیشتر به پیشگیری و رعایت بهداشت و نظافت محیط توجه داشت و می‌گفت: 
«من رسماً طبیب نیستم، ولی هزاران تن را به طریق بهداشت معالجه قطعی کرده‌ام.»
عبدالحسین امینی او را به جهت آنچه «نبوغ علمی» خوانده «شکافنده هسته علم و پیشتاز میدان دانش» معرفی کرده‌است.

## زندگی‌نامه
اصطهباناتی در سال ۱۲۵۸ ش با دختر سید محمد حسن لاریجانی ازدواج کرد. همسرش در سال ۱۲۷۹ درگذشت. وی فرزندی به نام شیخ محمد تقی روانشاد ملقب به فیلسوف روانشاد دارد که از مجموع افکار و اندیشه‌های پدرش بخشی به همت وی با عنوان «شمه‌ای از آثار شهید رابع» تهیه و منتشر شده‌است.

## قتل
وی در دفاع از مشروطه و رهبری قیام مردم شیراز در سال ۱۳۲۶ برابر با ۱۷ اسفند ۱۲۸۶ کشته شد و در باغ غزل حافظیه به خاک سپرده شد. 

## آثار
- احکام الدین[۴]
- رساله حدوث عالم[۵]
- مجمع المسائل[۶]
- رساله شمس التصاریف
- رساله جوابیه

## شاگردان
- میر محمدلطیف رضاتوفیقی[۷]
- محمدجعفر آل کاشف‌الغطاء
- محمدحسین غروی اصفهانی
- محمدحسین کاشف‌الغطا
- سید هبة الدین شهرستانی
- میرزا عبدالحسین ذوالریاستین
- آقا نجفی قوچانی
- علی‌اکبر حکمی یزدی قمی
- غلامرضا یزدی
- سید ابراهیم حسینی اصطهباناتی (میرزا آقای شیرازی)
- زین‌العابدین اسدالله مهربانی سرابی
- غلامرضا فقیه خراسانی